# Ophioteichus multispinum
Ophioteichus multispinum är en ormstjärneart som beskrevs av Hubert Lyman Clark 1938. Ophioteichus multispinum ingår i släktet Ophioteichus och familjen fransormstjärnor. Inga underarter finns listade i Catalogue of Life.